# Сплавной (Красноярский край)
Сплавно́й — посёлок в Тюхтетском районе Красноярского края России. Входит в состав Верх-Четского сельсовета.

## География
Находится на правом берегу реки Четь, примерно в 52 км к северо-северо-западу (NNW) от районного центра, села Тюхтет, на высоте 162 метров над уровнем моря.

## История
В 1976 году Указом Президиума ВС РСФСР посёлок Кандатского лесозаготовительного пункта переименован в Сплавной.

## Население
| 2010 |
| ---- |
| 150  |

Гендерный состав
По данным Всероссийской переписи населения 2010 года 75 мужчин и 75 женщин из 150 чел.

## Улицы
Уличная сеть посёлка состоит из 7 улиц.